# Acala

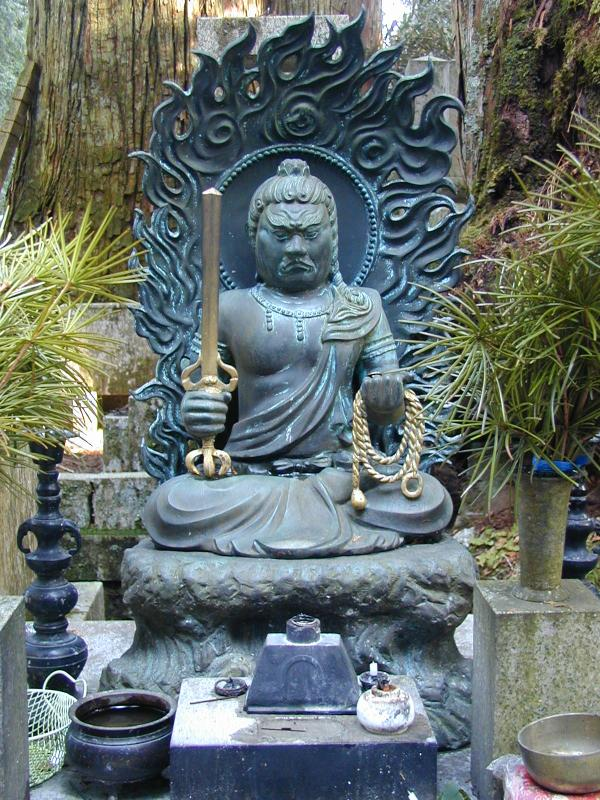
Fudō Myōō不動明王

Acala ou Acalanata (em sânscrito: अचलनाथ, Acalanatha Vidya Rāja[a], ou "Senhor Inabalável" (da Sabedoria), é uma deidade do budismo (vajrayana), sendo mais conhecido dos Cinco Reis da Sabedoria do Reino do Ventre. Acala é também o nome do oitavo dos dez passos ou degraus do caminho do bodhisattva.

## Caracteres
Acala é o destruidor da ilusão e o protetor do budismo. Sua imobilidade refere-se à habilidade de não ser movido pelas ilusões fenomênicas. Apesar de sua temível aparência, seu papel é o de ajudar todos os seres, mostrando-lhes os ensinamentos do Buda, levando-os a aprender o autocontrole.
Ele é visto como uma deidade protetora, e que ajuda a atingir metas. Os templos que lhes são dedicados fazem rituais de fogo periódicos em sua homenagem.
No Japão, o Fudo-myo é conhecido também como a deidade protetora das artes marciais, em especial do aiquidô[b], e ninjutsu, representando o espírito calmo, livre da agressividade.
O Buda Akshobhya, cujo nome também significa "O Inabalável", às vezes é confundido com Acala. Entretanto, Acala não é um Buda, e sim um dos cinco Reis da Sabedoria do reino do Ventre em Vajrayana, conforme a tradição indo-tibetana, bem como na seita budista japonesa Shingon. Como Fudo-myo, Acala é considerado um dos treze Budas do Japão.

## Iconografia

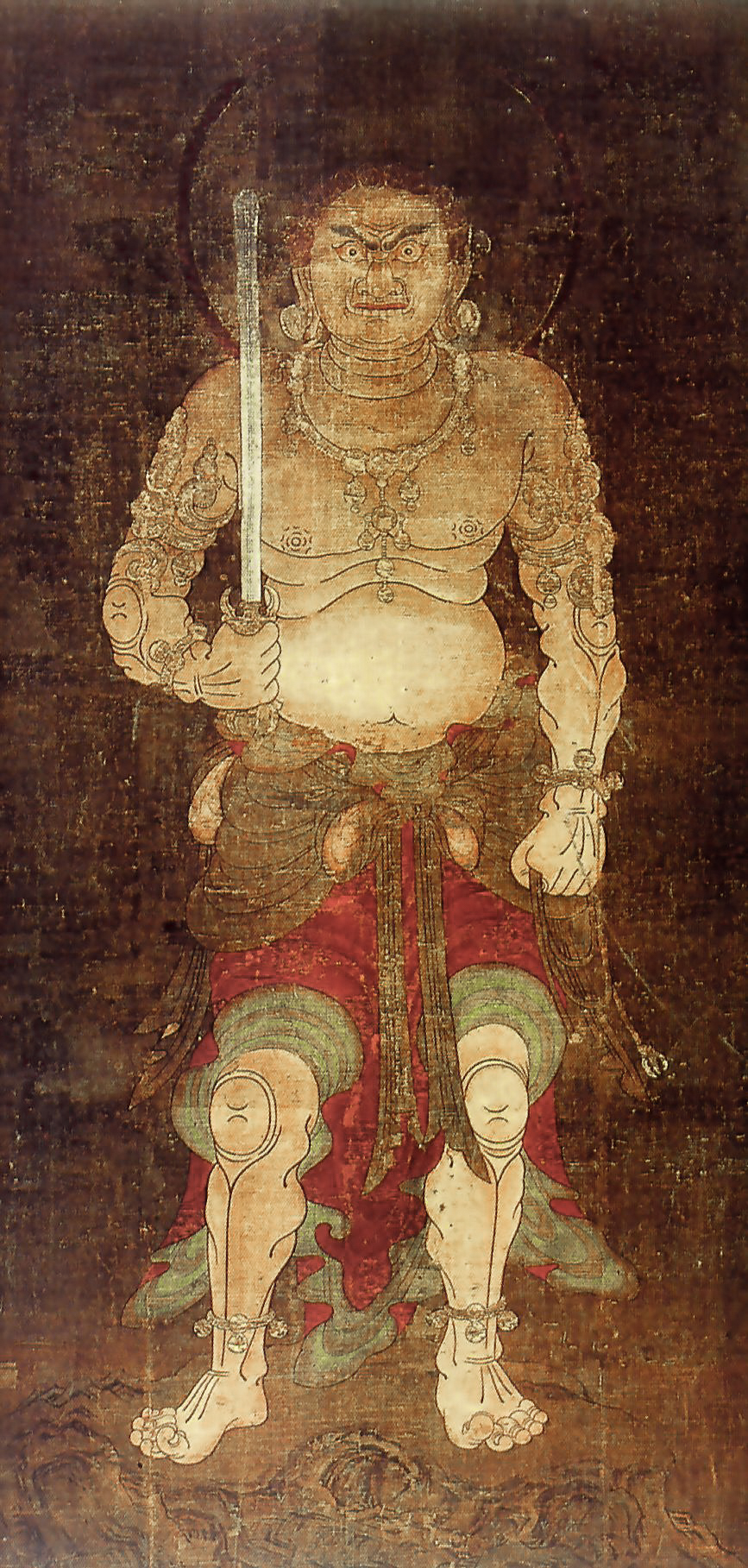
Uma pintura em seda colorida do século XII, preservada no templo Manshu-in em Kyoto. Representando Fudō Myō-ō.

É tipicamente representado com uma espada para subjugar demônios em sua mão direita e uma corda para apanhá-los e prendê-los na esquerda. Ele tem um assustador rosto azul e é cercado de chamas, representando a purificação da mente. Freqüentemente é representado sentado ou de pé sobre uma rocha para demonstrar sua imobilidade. Normalmente seu cabelo tem sete nós e é penteado para o lado esquerdo, um estilo de penteado freqüente na iconografia budista. Também com freqüência ele é representado com duas presas protuberantes. Uma aponta para baixo, demonstrando sua compaixão pelo mundo, e uma aponta para cima, demonstrando sua paixão pela verdade.
No Japão, Fudô aparece também em associação com Aizen, às vezes em iconografia deste com duas cabeças.